# Leuconitocris gigantea
Leuconitocris gigantea é uma espécie de escaravelho da família Cerambycidae.  Foi descrito por Nonfried em 1892.